# L'Heure magique
L'Heure magique (Twilight) est un film américain réalisé par Robert Benton, sorti en 1998.

## Synopsis
Harry Ross est un ancien policier qui, au crépuscule de sa vie, n’est plus que l’homme à tout faire de Jack Ames, ancienne star de cinéma, et de son épouse dont il est devenu l’ami et amant potentiel. En voulant rendre service à Jack, Harry se retrouve plongé dans une tortueuse enquête sur un meurtre très ancien qui l'amènera à mettre au jour le passé de ses employeurs. Il en viendra à se compromettre et à remettre en question ses principes sur l’amour, la vérité et l’honneur…

## Fiche technique
- Titre : L'Heure magique
- Titre original : Twilight
- Réalisation : Robert Benton
- Scénario : Robert Benton et Richard Russo
- Production : Arlene Donovan, Michael Hausman et Scott Rudin
- Musique : Elmer Bernstein
- Photographie : Piotr Sobociński
- Montage : Carol Littleton
- Pays d'origine : États-Unis
- Format : Couleurs - 1,85:1 - Dolby Digital
- Genre : Thriller, drame
- Durée : 94 minutes
- Date de sortie : 1998

## Distribution
- Paul Newman (VF : Marc Cassot) : Harry Ross
- Susan Sarandon (VF : Béatrice Delfe[1]) : Catherine Ames
- Gene Hackman (VF : Jacques Richard) : Jack Ames
- Reese Witherspoon (VF : Sylvie Jacob) : Mel Ames
- Stockard Channing (VF : Pascale Jacquemont) : lieutenant Verna Hollander
- James Garner  (VF : Georges Berthomieu) : Raymond Hope
- Giancarlo Esposito (VF : Serge Faliu) : Reuben Escobar
- Liev Schreiber (VF : Gabriel Le Doze) : Jeff Willis
- Margo Martindale (VF : Danièle Hazan) : Gloria Lamar
- John Spencer : Capitaine Phil Egan
- M. Emmet Walsh : Lester Ivar
- Patrick Malone : jeune policier
- April Grace : Stenographe de la police
- Clint Howard : travailleur EMS
- Jason Clarke : un jeune flic

## Autour du film
Ce film marque le retour de Paul Newman au cinéma après 4 ans d'absence. Son dernier film Un homme presque parfait sortie en 1994 fut aussi réaliser par Robert Benton.
Lorsque Gene Hackman et Paul Newman regardent ensemble la télévision, ils regardent La Descente infernale film dans lequel Gene Hackman y tient un de ses premier rôles.